# Harry Shearer
Harry Julius Shearer (Los Angeles, 23 december 1943) is een Amerikaans acteur, stemacteur, muzikant, auteur, radiopresentator, filmregisseur, filmproducent, scenarioschrijver en komiek.
Shearer is vooral bekend als stemacteur voor de televisieserie The Simpsons. Hij sprak honderden afleveringen van deze serie in.

## Biografie
Shearer werd geboren in Los Angeles; zijn ouders zijn joodse immigranten uit Oostenrijk en Polen. Hij studeerde in de jaren zestig af in de politicologie aan de Universiteit van Californië in Los Angeles. Hierna volgde hij gedurende een jaar een vervolgopleiding aan de Harvard-universiteit in Cambridge (Massachusetts). Na zijn studie werkte hij als leraar Engels en maatschappijleer op een middelbare school.
Na een eerder huwelijk van 1974 tot en met 1977 hertrouwde Shearer in 1993. Naast zijn acteercarrière doceert hij aan de Loyola-universiteit in New Orleans.

## Filmografie

### Films
Selectie:
- 2017 Father Figures - als Gene
- 2007 The Simpsons Movie – als diverse stemmen
- 2005 Chicken Little – als honden omroeper (stem)
- 1999 EDtv – als bemiddelaar
- 1998 Small Soldiers – als Punch-It (stem)
- 1998 The Truman Show – als Mike Michaelson
- 1998 Almost Heroes – als verteller
- 1998 Godzilla – als Charles Caiman
- 1997 My Best Friend's Wedding – als Jonathan P.F. Ritt
- 1992 A League of Their Own – als nieuwsomroeper
- 1991 The Fisher King – als sitcom-acteur Ben Starr
- 1988 My Stepmother Is an Alien – als Carl Sagan (stem)
- 1984 This Is Spinal Tap – als Derek Smalls
- 1983 The Right Stuff – als aanwerver
- 1953 The Robe – als David

### Televisieseries
Selectie:
- 1989-2025 The Simpsons – als diverse stemmen – 778 afl.
- 2020 The Salon - als Marc Gavin - 4 afl.
- 2013 Nixon's the One – als president Nixon – 6 afl.
- 2007-2009 Channel 4 News – als Derek Smalls – 3 afl.
- 1999-2001 Jack & Jill – als dr. Madison – 4 afl.
- 1975-1985 Saturday Night Live – als diverse karakters – 38 afl.
- 1976-1982 Laverne & Shirley – als diverse karakters – 6 afl.

### Computerspellen
- 2012 The Simpsons: Tapped Out – als diverse stemmen
- 2007 The Simpsons Game – als diverse stemmen
- 2005 Chicken Little – als hondenomroeper
- 2003 The Simpsons: Hit & Run – als diverse stemmen
- 2002 The Simpsons: Skateboarding – als diverse stemmen
- 2001 The Simpsons: Road Rage – als diverse stemmen
- 2001 The Simpsons: Wrestling – als diverse stemmen
- 1997 The Simpsons: Virtual Springfield – als diverse stemmen
- 1996 Blazing Dragons – als dr. Zigmond Fraud
- 1996 The Simpsons: Cartoon Studio – als diverse stemmen

### Filmregisseur
- 2013 What's with Honey Poo Poo? - korte film
- 2010 The Big Uneasy – documentaire
- 2002 Teddy Bear’s Picnic – film
- 1988 Portrait of a White Marriage – film
- 1987 This Week Indoors – film
- 1986 The History of White People in America: Volume II – film
- 1986 Viva Shaf Vegas – film
- 1985 The History of White People in America – film

### Filmproducent
- 2013 Nixon's the One – televisieserie – 6 afl.
- 2011 Flood Streets – film
- 2002 Teddy Bear’s Picnic – film
- 1995 The News Hole – film
- 1992 A Spinal Tap Reunion: The 25th Anniversary London Sell-Out – film
- 1986 Viva Shaf Vegas – film
- 1979 The T.V. Show – film

### Scenarioschrijver
- 2016 The Simpsons - televisieserie - 1 afl.
- 2013 Nixon's the One – televisieserie – 6 afl.
- 2012 Playhouse Presents – televisieserie – 1 afl.
- 2010 The Big Uneasy - documentaire
- 2002 Teddy Bear’s Picnic – film
- 1999 The 20th Century: Funny Is Money – documentaire
- 1998 Spinal Tap: The Final Tour – korte film
- 1995 The New Hole – televisieserie
- 1992 A Spinal Tap Reunion: The 25th Anniversary London Sell-Out – film
- 1992 Spinal Tap: Break Like the Wind – The Videos – korte film
- 1991 Sunday Best – televisieserie
- 1987 This Week Indoors – film
- 1986 Viva Shaf Vegas – film
- 1986 Club Paradise – film
- 1979-1985 Saturday Night Live – televisieserie – 38 afl.
- 1984 This Is Spinal Tap – film
- 1981 Likely Stories, Vol. 1 – film
- 1979 The T.V. Show – film
- 1979 The Chevy Chase National Humor Test – film
- 1979 Real Life – film
- 1978 Disco Beaver from Outer Space – film
- 1978 America 2-Night – televisieserie – 65 afl.
- 1976 Laverne & Shirley – televisieserie – 1 afl.
- 1973 Economic Love-In – film

## Discografie
- 2010 Greed and Fear
- 2008 Songs of the Bushmen
- 2007 Songs Pointed and Pointless
- 2006 Dropping Anchors
- 1994 It Must Have Been Something I Said